# Basketball-Bundesliga 1980-1981
La Basketball-Bundesliga 1980-1981 è stata la 15ª edizione del massimo campionato tedesco occidentale di pallacanestro maschile. La vittoria finale è stata ad appannaggio del Saturn Colonia.

## Risultati

### Stagione regolare
|     | Squadra              | G  | V  | P  | PF   | PS   | Pt. | Qualificazione       |
| --- | -------------------- | -- | -- | -- | ---- | ---- | --- | -------------------- |
| 1.  | TuS 04 Leverkusen    | 18 | 16 | 2  | 1624 | 1339 | 32  | girone finale        |
| 2.  | BSC Saturn Colonia   | 18 | 15 | 3  | 1613 | 1365 | 30  | girone finale        |
| 3.  | ASC 1846 Gottinga    | 18 | 13 | 5  | 1436 | 1280 | 26  | girone finale        |
| 4.  | MTV 1846 Gießen      | 18 | 11 | 7  | 1511 | 1413 | 22  | girone finale        |
| 5.  | SSV Hagen            | 18 | 10 | 8  | 1492 | 1363 | 20  | girone finale        |
| 6.  | MTV Wolfenbüttel     | 18 | 9  | 9  | 1510 | 1436 | 18  | girone finale        |
| 7.  | USC Bayreuth         | 18 | 7  | 11 | 1404 | 1441 | 14  | girone retrocessione |
| 8.  | Amburgo TB           | 18 | 6  | 12 | 1333 | 1511 | 12  | girone retrocessione |
| 9.  | SpVgg 07 Ludwigsburg | 18 | 2  | 16 | 1296 | 1639 | 4   | girone retrocessione |
| 10. | DEK/Fichte Hagen     | 18 | 1  | 17 | 1235 | 1667 | 2   | girone retrocessione |

### Girone retrocessione
|    | Squadra              | G  | V  | P  | PF   | PS   | Pt. | Qualificazione                         |
| -- | -------------------- | -- | -- | -- | ---- | ---- | --- | -------------------------------------- |
| 1. | USC Bayreuth         | 24 | 12 | 12 | 1980 | 1943 | 24  |                                        |
| 2. | Amburgo TB           | 24 | 10 | 14 | 1906 | 2037 | 20  |                                        |
| 3. | SpVgg 07 Ludwigsburg | 24 | 3  | 21 | 1807 | 2222 | 6   | retrocesse in 2. Basketball-Bundesliga |
| 4. | DEK/Fichte Hagen     | 24 | 3  | 21 | 1760 | 2241 | 6   | retrocesse in 2. Basketball-Bundesliga |

### Girone finale
|    | Squadra            | G  | V  | P  | PF   | PS   | Pt. |
| -- | ------------------ | -- | -- | -- | ---- | ---- | --- |
| 1. | BSC Saturn Colonia | 28 | 23 | 5  | 2475 | 2169 | 46  |
| 2. | TuS 04 Leverkusen  | 28 | 21 | 7  | 2419 | 2113 | 42  |
| 3. | ASC 1846 Gottinga  | 28 | 18 | 10 | 2139 | 1977 | 36  |
| 4. | MTV 1846 Gießen    | 28 | 16 | 12 | 2259 | 2198 | 32  |
| 5. | SSV Hagen          | 28 | 14 | 14 | 2232 | 2178 | 28  |
| 6. | MTV Wolfenbüttel   | 28 | 12 | 16 | 2312 | 2251 | 24  |

| Basketball-Bundesliga 1980-1981 |
| ------------------------------- |
| Saturn Colonia 1º titolo        |

## Formazione vincitrice
| N° | Naz.                      | Ruolo | Sportivo        |  | Alt. |  |
| -- | ------------------------- | ----- | --------------- |  | ---- |  |
|    | Germania Ovest (bandiera) | C     | Klaus Zander    |  | 210  |  |
|    | Germania Ovest (bandiera) | A     | Michael Pappert |  | 200  |  |